# Цар Василь Васильович
Цар Василь Васильович (5 жовтня 1934 року — 29 грудня 1989 року) — український ґрунтознавець, кандидат географічних наук, доцент Київського національного університету імені Тараса Шевченка.

## Життєпис
Народився 5 жовтня 1934 року в селі Лозянське в Чехословаччині, тепер Міжгірський район Закарпатської області. Закінчив 1958 року Київський університет зі спеціальності «фізична географія, вчитель географії середньої школи». У 1966–1979 роках начальник ґрунтової експедиції науково-дослідної частини кафедри фізичної географії. З 1974 року асистент, з 1976 року старший викладач, у 1980–1989 роках доцент кафедр фізичної географії Київського університету. Кандидатська дисертація під науковим керівництвом доктора географічних наук, професора Н. Б. Вернандер «Структура ґрунтового покриву терасових рівнин Полісся (на прикладі лівобережних терас річки Десни)» захищена 1974 році. Здійснив експедиційні дослідження по території СРСР.

## Наукові праці
Наукові інтереси: географія ґрунтів, ґрунтознавство, геохімія ландшафтів, ґрунтове картографування. Автор понад 50 наукових праць. Основні праці:
1. (рос.) Географо-экологические исследования для обоснования водохозяйственного комплекса Дунай — Днепр. — Л., 1985 (у співавторстві).
2. Геосистемний моніторинг меліоратируємих територий. // Фізична географія та геоморфологія, 1983. Выпуск 30 (у співавторстві).
3. (рос.) Вторичное засоление почв дельты Днепра. // Почвоведение, 1981. № 9 (у співавторстві).